# Parasynema cambridgei
Parasynema cambridgei là một loài nhện trong họ Thomisidae.
Loài này thuộc chi Parasynema. Parasynema cambridgei được Carl Friedrich Roewer miêu tả năm 1951.